# Slam Dunk SD Heat Up!!
Slam Dunk SD Heat Up!! (スラムダンク SDヒートアップ!!?, Suramu Danku SD Hīto Appu!!) è un videogioco sviluppato da TOSE e pubblicato da Bandai per Super Nintendo il 27 ottobre 1995 esclusivamente in Giappone. Il videogioco è ispirato al manga ed anime Slam Dunk, e permette al giocatore di controllare la squadra dello Shohoku.

## Accoglienza
Il gioco ha ottenuto un punteggio di 23/40 dalla rivista Famitsū, basato sulla somma dei punteggi (da 0 a 10) dati al gioco da quattro recensori della rivista.